# زيبرا (طب)
مصطلح زيبرا في الطب (زيبرا تعني الحمار الوحشي)، هي كلمة عامية طبية أمريكية تشير إلى تشخيص طبي مفاجئ وغريب في كثير من الأحيان، خاصة عندما يكون هناك تفسير أكثر شيوعًا. إنه اختصار للقول المأثور الذي صاغه في أواخر الأربعينيات ثيودور وودوارد (أستاذ في كلية الطب بجامعة ميريلاند)، الذي أصدر تعليماته للمتدربين الطبيين: "عندما تسمع دقات الحوافر خلفك، فلا تتوقع أن ترى حمارًا وحشيًا".  (نظرًا لأن الحمير الوحشية أندر بكثير من الخيول في الولايات المتحدة، فمن المؤكد تقريبًا أن صوت دقات الحوافر صادر عن حصان). وبحلول عام 1960، أصبح هذا القول المأثور معروفًا على نطاق واسع في الأوساط الطبية.  هذا القول هو تحذير من مغالطة المعدل الأساسي الإحصائي حيث لا يؤخذ في الاعتبار احتمال حدوث شيء مثل المرض بين السكان بالنسبة للفرد.
يميل مبتدئو الطب إلى إجراء تشخيصات نادرة بسبب عقلية بحسب الظروف حيث ان الأحداث التي يسهل تذكرها يتم الحكم عليها بأنها أكثر احتمالية، كما ان الملفت للنظر والجديد يبقى لفترة أطول في العقل. وبالتالي، فإن هذا القول المأثور يمثل تحذيرًا مهمًا ضد هذه التحيزات عند تعليم طلاب الطب تقييم الأدلة الطبية.
ومع ذلك، فقد لاحظ أخصائيو التشخيص أن التشخيصات من نوع "زيبرا" يجب أن تؤخذ في الاعتبار مع ذلك حتى يستبعدها الدليل بشكل قاطع:
عند إجراء تشخيص سبب المرض في حالة فردية ، فإن حسابات الاحتمال ليس لها معنى. السؤال ذو الصلة هو ما إذا كان المرض موجودا أم لا. سواء كان نادرا أو شائعا لا يغير الاحتمالات في مريض واحد. ... إذا كان من الممكن إجراء التشخيص على أساس معايير محددة ، استيفاء هذه المعايير أو عدم الوفاء بها.

### أمثلة
غالبًا ما يتم تشخيص الآفات الجلدية النخرية في الولايات المتحدة على أنها لدغات العنكبوت الناسك، حتى في المناطق التي تكون فيها أنواع Loxosceles نادرة أو غير موجودة. وهذا أمر مثير للقلق لأن مثل هذه التشخيصات الخاطئة يمكن أن تؤخر التشخيص والعلاج الصحيح.

### الاستخدام
تعتبر متلازمة إهلرز دانلوس حالة نادرة ويعرف المصابون بها بالحمر الوحشية الطبية. تم اعتماد الحمار الوحشي في جميع أنحاء العالم باعتباره تميمة EDS لجمع مجتمع المرضى معًا ورفع مستوى الوعي.

## الأمثال الطبية الأخرى
- قانون ساتون – قم أولاً بإجراء الاختبار التشخيصي المتوقع أن يكون أكثر فائدة
- شفرة أوكام – اختر من بين الفرضيات المتنافسة تلك التي تقدم أقل عدد من الافتراضات الجديدة
- قانون ليونارد للنتائج المادية – سواء كان واضحًا أو غير موجود [8]
- مقولة هيكام - "يمكن أن يصاب المرضى بالعديد من الأمراض بقدر ما يريدون"

## أنظر أيضا
- شريط طباعة الحمار الوحشي – شريط توعية للأمراض النادرة
- صموئيل جي — مؤلف المحاضرات والأمثال الطبية (1902)
- جيمس ألكسندر ليندسي - مؤلف البديهيات الطبية والأمثال والمذكرات السريرية (1924)
- موسى بن ميمون – تعليق على أقوال أبقراط وأقوال موسى الطبية (القرن الثاني عشر)